# Rudi Cossey
Rudi Cossey, né le 2 août 1961 à Woluwe-Saint-Lambert (Bruxelles) en Belgique est un footballeur et entraîneur belge. Il est actuellement entraîneur adjoint à l'OH Louvain.

## Biographie
Il a été formé à l'école des jeunes du RWD Molenbeek, puis a joué 9 saisons comme défenseur avec les professionnels du club de la banlieue bruxelloise. Il y a marqué 12 buts en 252 rencontres officielles.
En juillet 1990, il rejoint le FC Bruges où il reste 5 saisons. Il y remporte 3 titres majeurs: deux fois la Coupe de Belgique (en 1991 et 1995) et le Championnat de Belgique en 1992. Il joue 121 matches officiels et marque 9 buts avec les Bleus et Noirs.
Il rejoint en 1995 le KSC Lokeren où il termine sa carrière de footballeur, puis y rejoint en 1996, le staff technique. Il est T2 avec des intérims répétés comme entraîneur principal des waeslandiens, en 1998, 1999 et 2006-2007.
En 2007, son diplôme d'entraîneur Licence Pro en poche, Rudi Cossey prend la tête d'Oud-Heverlee Louvain, formation avec laquelle il termine 3e du championnat de D2 (tour final à la clé) et dispute un 1/8 de finale de Coupe de Belgique.
En septembre 2008, il signe un contrat avec le RAEC Mons où il devient entraîneur-adjoint.
Il devient l'entraîneur principal de l'Albert, en juillet 2009 remplaçant Christophe Dessy.
De 2010, il devient l'entraîneur-adjoint de Sporting Lokeren.
Après cinq années couronnées de quelques succès à Lokeren, il signe un contrat comme entraîneur-adjoint à La Gantoise.
Le 17 juin 2025, après trois ans passés au Sporting de Charleroi, il rejoint le staff de David Hubert à l'OH Louvain.

## Palmarès
- Champion de Belgique en 1992 avec le Club Bruges KV
- Vainqueur de la Coupe de Belgique en 1991 et 1995 avec le Club Bruges KV